# Żabiniec (jezioro)
Żabiniec (niem. Spudlomer See) – jezioro  na Pojezierzu Łagowskim, w gminie Górzyca, około 1 km na południe od miejscowości Żabice.

## Charakterystyka
Jezioro silnie zeutrofizowane, szczególnie jego zachodnia linia brzegowa. Kąpielisko wykorzystywane przez okolicznych mieszkańców znajduje się po wschodniej stronie jeziora.